# قائمة المعالم التاريخية للهندسة الميكانيكية
القائمة التالية تضم المعالم التاريخية للهندسة الميكانيكية كما حددتها الجمعية الأمريكية للمهندسين الميكانيكيين (ASME) منذ بدء البرنامج في عام 1971. يُمنح هذا التصنيف للمقتنيات أو الأنظمة الموجودة التي تمثل تقنيات ذات أهمية في الهندسة الميكانيكية. وتشمل مواقع التراث الهندسي الميكانيكي أماكن معينة شهدت أحداثًا أو تطورات هندسية، أو حيث تواجدت آلات أو مبانٍ أو مجمعات ذات أهمية. كما يشير مصطلح مجموعات التراث الهندسي الميكانيكي إلى متاحف أو مجموعات تحتوي على مواد ذات أهمية خاصة مرتبطة بالهندسة الميكانيكية، وإن لم تكن بالضرورة تشكل خطوة تطورية كبيرة في تطور الهندسة الميكانيكية.
يمكنك النقر على رقم المعلم في العمود الأول للوصول إلى صفحة جمعية ASME الخاصة بالموقع، حيث ستجد أيضًا الكتيب القابل للتنزيل من حفل التكريس.
تضم القائمة أكثر من 275 معلمًا.
| الرقم | سنة الإضافة | الاسم | الصورة                                          | التاريخ                  | الموقع                   | الولاية/المنطقة                   | الدولة           | الملاحظات |
| ----- | ----------- | --- | ----------------------------------------------- | ------------------------ | ------------------------ | --------------------------------- | ---------------- | --- |
| 1     | 1973        | محطة توليد الطاقة لعربات الكابل في فيريز وكليفهاوس واحدة من أكثر أنظمة عربات الكابل تعقيداً التي تعمل من محطة واحدة. |                                                 | 1887                     | سان فرانسيسكو            | كاليفورنيا                        | الولايات المتحدة | كتيب ASME |
| 2     | 1973        | محرك الضخ ليفيت-رايدلر محرك ثلاثي التمدد، ثلاثي الكرنك، بتصميم "هزاز"، يعمل على تشغيل مضخات ذات قدرة وسرعة عاليتين. |                                                 | 1894                     | بوسطن                    | ماساتشوستس                        | الولايات المتحدة | كتيب ASME |
| 3     | 1974        | مضخة البرغي أ.ب. وود كانت أكثر مضخات التصريف ذات الرفع المنخفض تطوراً في أوائل القرن العشرين، واستخدمت لاحقاً على نطاق واسع حول العالم. |                                                 | 1914                     | نيو أورلينز              | لويزيانا                          | الولايات المتحدة | كتيب ASME |
| 4     | 1975        | أنشطة بناء السفن البحرية في بورتسموث-كيترى أول حوض بحري في الولايات المتحدة، حقق إنجازات تقنية مهمة وأنتج العديد من السفن البحرية الأمريكية الشهيرة. |                                                 | 1774                     | كيترى                    | مين                               | الولايات المتحدة | كتيب ASME |
| 5     | 1975        | توربينات بويدن الهيدروليكية اثنان من أقدم التوربينات المائية الباقية، ومن المحتمل أن تكون من بين الأكبر والأكثر قوة التي بنيت في الولايات المتحدة لاستخدامات القيادة الميكانيكية. تقع في مصانع هارموني.                                                                               |                                                 | 1871                     | كوهوز                    | نيويورك                           | الولايات المتحدة | كتيب ASME |
| 6     | 1975        | توربين كيرتس العمودي بقوة 5000 كيلوواط أقوى مولد توربيني بخاري في العالم وقت إنشائه. |                                                 | 1903                     | Schenectady              | نيويورك                           | الولايات المتحدة | كتيب ASME |
| 7     | 1975        | سابقة الحديد في سوغوس إعادة بناء أول مصنع حديد تجاري ناجح في أمريكا الشمالية. |                                                 | 1647                     | سوغوس                    | ماساتشوستس                        | الولايات المتحدة | كتيب ASME |
| 8     | 1975        | مصفاة النفط الرائدة كاليفورنيا ستار أويل ووركس نسخة طبق الأصل من أول مصفاة نفط تجارية ناجحة في غرب الولايات المتحدة. |                                                 | 1876                     | نيوهول                   | كاليفورنيا                        | الولايات المتحدة | كتيب ASME |
| 9     | 1975        | عجلات المضخة البخارية وقناة تشيسابيك وديلاوير مضخات بخارية من القرن التاسع عشر في قمة القناة البحرية السابقة. |                                                 | 1852                     | مدينة تشيسابيك           | ماريلاند                          | الولايات المتحدة | كتيب ASME |
| 10    | 1975        | محركات البخار المترددة للبارجة تكساس آخر محركات بخارية مترددة تم تركيبها في سفينة بحرية. |                                                 | 1914                     | لا بورت                  | تكساس                             | الولايات المتحدة | كتيب ASME |
| 11    | 1975        | آلة بايج للتركيب الحرفي أول آلة طباعة أمريكية تقوم بضبط الأحرف وتبريرها وتوزيعها من علبة شائعة باستخدام مشغل واحد. |                                                 | 1877                     | هارتفورد                 | كونيتيكت                          | الولايات المتحدة | لا يتوفر كتيب ASME. |
| 12    | 1976        | محرك ضخ رينولدز كورليس مضخة مياه من أوائل القرن العشرين تعمل بمحرك بخاري من نوع كورليس. |                                                 | 1917                     | جاكسونفيل                | فلوريدا                           | الولايات المتحدة | كتيب ASME |
| 13    | 1976        | مشروع تشايلدز-إيرفينغ للطاقة الكهرومائية محطة طاقة كهرومائية من أوائل القرن العشرين تضمنت تقنيات مبتكرة. | Interior of Childs power plant (MS-2-1.4-1.018) | 1909                     | فينيكس                   | أريزونا                           | الولايات المتحدة | كتيب ASME |
| 14    | 1976        | مفاعل هانفورد بي أول مفاعل لإنتاج البلوتونيوم في الولايات المتحدة دخل الخدمة التجارية. |                                                 | 1944                     | ريتشيلاند                | واشنطن                            | الولايات المتحدة | كتيب ASME |
| 15    | 1976        | نظام تكييف الهواء في منجم النحاس ماجما أول منجم مكيف في أمريكا الشمالية. |                                                 | 1937                     | سوبريور                  | أريزونا                           | الولايات المتحدة | كتيب ASME |
| 16    | 1976        | سكة حديد مانيتي وبايكس بيك أعلى سكة حديد في الولايات المتحدة وأعلى سكة حديد مسننة في العالم. |                                                 | 1891                     | بايكس بيك                | كولورادو                          | الولايات المتحدة | كتيب ASME |
| 17    | 1976        | محطة إدجار، شركة إديسون لتوليد الكهرباء محطة توليد طاقة تحتوي على واحدة من أندر توربينات الضغط العالي في العالم، والتي حققت أرقاماً قياسية في أواخر عشرينيات القرن الماضي. |                                                 | 1925                     | ويموث                    | ماساتشوستس                        | الولايات المتحدة | كتيب ASME |
| 18    | 1976        | سكة حديد التروس بجبل واشنطن أول سكة حديد تروس في العالم. |                                                 | 1869                     | جبل واشنطن               | نيوهامبشير                        | الولايات المتحدة | كتيب ASME |
| 19    | 1976        | محطة الطاقة فولسوم رقم 1 واحدة من أولى الاستخدامات الناجحة للطاقة الكهرومائية في العالم، بما في ذلك أول نقل ناجح للطاقة لمسافات طويلة. |                                                 | 1895                     | فولسوم                   | كاليفورنيا                        | الولايات المتحدة | كتيب ASME |
| 20    | 1977        | ناقلات الزحف في مجمع الإطلاق 39 اثنتان من أكبر المركبات الأرضية التي تم بناؤها على الإطلاق، بما في ذلك أنظمة تسوية الأحمال التلقائية. |                                                 | 1965                     | كيب كانافيرال            | فلوريدا                           | الولايات المتحدة | كتيب ASME |
| 21    | 1977        | منشآت المياه في فيرمونت أول تطبيق واسع النطاق لمضخات البخار، ولاحقاً للطاقة المائية، في إمدادات المياه العامة. |                                                 | 1815                     | فيلادلفيا                | بنسلفانيا                         | الولايات المتحدة | كتيب ASME |
| 22    | 1977        | محركات البخار المترددة الرأسية للبارجة يو إس إس أوليمبيا اثنتان من أوائل محركات التمدد الثلاثي الرأسية البحرية. |                                                 | 1892                     | فيلادلفيا                | بنسلفانيا                         | الولايات المتحدة | كتيب ASME |
| 23    | 1977        | رافعة الحفرة الصب الجيبية آخر رافعة جيبية مصبوبة في حفرة تُستخدم في صب أنابيب الحديد في الولايات المتحدة. |                                                 | 1905                     | برمنغهام                 | ألاباما                           | الولايات المتحدة | كتيب ASME |
| 24    | 1977        | وحدة توليد الكهرباء ستيت لاين 1 أكبر مولد كهربائي في العالم لمدة تقارب 25 عاماً، حقق العديد من الإنجازات التصميمية الأولى. |                                                 | 1929                     | هاموند                   | إنديانا                           | الولايات المتحدة | كتيب ASME |
| 25    | 1977        | محطة توليد الطاقة بمعهد برات أقدم محطة توليد بخارية من نوعها في شمال شرق الولايات المتحدة. |                                                 | 1887                     | بروكلين                  | نيويورك                           | الولايات المتحدة | كتيب ASME |
| 26    | 1977        | منحدر مونونجاهيلا أول منحدر للركاب في الولايات المتحدة. |                                                 | 1870                     | بيتسبرغ                  | بنسلفانيا                         | الولايات المتحدة | كتيب ASME |
| 27    | 1977        | منحدر دوكين ثاني منحدر للركاب في الولايات المتحدة. |                                                 | 1877                     | بيتسبرغ                  | بنسلفانيا                         | الولايات المتحدة | كتيب ASME |
| 28    | 1977        | نظام الطاقة وقناة غريت فولز أول نظام طاقة مائية رئيسي في الولايات المتحدة وأساس دمج التخطيط الحضري مع التنمية الصناعية. |                                                 | 1792                     | باترسون                  | نيوجيرسي                          | الولايات المتحدة | كتيب ASME |
| 29    | 1977        | محطة الطاقة فولكان ستريت أول محطة مركزية للطاقة الكهرومائية في نظام إديسون. معلم مشترك بين ASME، وIEEE، وASCE. |                                                 | 1882                     | أبلتون                   | ويسكونسن                          | الولايات المتحدة | كتيب ASME |
| 30    | 1977        | مطحنة ويلكينسون مطحنة نسيج ومشغل آلات من أوائل القرن التاسع عشر. |                                                 | 1810                     | باوتوكيت                 | رود آيلاند                        | الولايات المتحدة | كتيب ASME |
| 31    | 1978        | نظام النقل السريع بين الأحياء (الخط الأصلي) أول نظام سكك حديدية في الولايات المتحدة يعتمد بالكامل على الإشارات الكهربائية وأول مترو عملي في مدينة نيويورك. |                                                 | 1904                     | نيويورك                  | نيويورك                           | الولايات المتحدة | لا يتوفر كتيب ASME. |
| 32    | 1978        | الخط الرئيسي القديم لسكة حديد بالتيمور وأوهايو أول سكة حديد في الولايات المتحدة تقدم خدمة عامة. |                                                 | 1828                     | ماريلاند                 | ماريلاند                          | الولايات المتحدة | كتيب ASME |
| 33    | 1978        | مجمع رينجوود مانور لصناعة الحديد مركز لصناعة الحديد من القرن الثامن عشر لا يزال قائماً. |                                                 | 1740                     | رينجوود                  | نيوجيرسي                          | الولايات المتحدة | كتيب ASME |
| 34    | 1978        | مصنع الحديد جوشوا هيندي مصنع حديد من أوائل القرن العشرين يظهر مرونة ضرورية للبقاء الصناعي. |                                                 | 1906                     | سنيفيل                   | كاليفورنيا                        | الولايات المتحدة | كتيب ASME |
| 35    | 1979        | محرك بخاري لمطحنة السكر هاسيندا لا إسبيرانزا محرك بخاري نموذجي من منتصف القرن التاسع عشر متصل مباشرة بآلات سحق السكر. |                                                 | 1861                     | ماناتي                   | بورتوريكو                         | الولايات المتحدة | كتيب ASME |
| 36    | 1979        | محرك الصاروخ RL-10 أول محرك صاروخي يستخدم الهيدروجين السائل عالي الطاقة كوقود. |                                                 | 1958                     | ويست بالم بيتش           | فلوريدا                           | الولايات المتحدة | كتيب ASME |
| 37    | 1979        | مصنع A. O. Smith للإطارات الآلية نموذج أولي للمصنع الآلي؛ أُطلق عليه لقب "الأعجوبة الميكانيكية." |                                                 | 1920                     | ميلووكي                  | ويسكونسن                          | الولايات المتحدة | لم يعد موجودًا. كتيب ASME |
| 38    | 1979        | توربين قناة موريس (التفاعل) توربين تفاعل أو "توربين سكوتش" من الطراز المبكر، وهو نوع وجد تطبيقًا واسعًا لاحقًا. |                                                 | 1850                     | بورت وارن                | نيوجيرسي                          | الولايات المتحدة | توربين سكوتش معروض في منتزه ولاية هوباتكونغ. كتيب ASME                                                                       |
| 39    | 1979        | المفاعل النووي التجريبي الأول أول محطة طاقة نووية في العالم تُظهر مفهوم المفاعل المولد. |                                                 | 1951                     | آركو                     | أيداهو                            | الولايات المتحدة | كتيب ASME |
| 40    | 1979        | بئر دريك للنفط أول نظام عملي لاستخراج النفط باستخدام تقنيات حفر آبار الملح وطرق دفع الأنابيب الحديثة، يمثل بداية صناعة النفط في الولايات المتحدة. |                                                 | 1859                     | تايتسفيل                 | بنسلفانيا                         | الولايات المتحدة | كتيب ASME |
| 41    | 1980        | ترسانة سبرينغفيلد أول ترسانة أمريكية تشتهر بالآلات المستخدمة في الإنتاج الضخم للأسلحة الصغيرة، بما في ذلك مخرطة بلانشارد. |                                                 | 1794                     | سبرينغفيلد               | ماساتشوستس                        | الولايات المتحدة | كتيب ASME |
| 42    | 1980        | محطة طاقة شارع إيست ويلز (أونيدا) محطة تجريبية لتطوير تقنية حرق الفحم المسحوق في غلايات محطات الطاقة في الولايات المتحدة. |                                                 | 1918                     | ميلووكي                  | ويسكونسن                          | الولايات المتحدة | كتيب ASME |
| 43    | 1980        | مطحنة وولن واتكينز أفضل مطحنة صوفية محفوظة من القرن التاسع عشر في أمريكا الشمالية. |                                                 | 1868                     | لوسون                    | ميزوري                            | الولايات المتحدة | كتيب ASME |
| 44    | 1980        | أسطوانة الغلاية التجريبية الملحومة بالصهر أول أسطوانة غلاية ملحومة بالصهر، أجريت عليها اختبارات أدت إلى قبول واسع في الصناعة. |                                                 | 1930                     | ويندسور                  | كونيتيكت                          | الولايات المتحدة | كتيب ASME |
| 45    | 1980        | محطة البخار في جورج تاون محطة بخار مزودة بتوربينات كيرتس المبكرة، والتي تمثل بداية نهاية استخدام المحرك البخاري الترددي كمحرك رئيسي لمحطات الطاقة. |                                                 | 1906                     | سياتل                    | واشنطن                            | الولايات المتحدة | كتيب ASME |
| 46    | 1980        | مضخة الحرارة في مبنى الكومنولث أول مبنى تجاري كبير في الولايات المتحدة يستخدم مضخات الحرارة للتدفئة والتبريد. |                                                 | 1948                     | بورتلاند                 | أوريغون                           | الولايات المتحدة | كتيب ASME |
| 47    | 1980        | محطة شينغ بورت النووية للطاقة أول محطة توليد طاقة كهربائية مركزية تجارية في الولايات المتحدة تستخدم الطاقة النووية. |                                                 | 1958                     | شينغ بورت                | بنسلفانيا                         | الولايات المتحدة | كتيب ASME |
| 48    | 1980        | مولد إديسون الضخم واحد من ستة مولدات من محطة إديسون شارع بيرل، والتي كانت نموذجًا لمحطات توليد الطاقة المركزية في الولايات المتحدة. |                                                 | 1882                     | ديربورن                  | ميشيغان                           | الولايات المتحدة | كتيب ASME |
| 49    | 1980        | مولد يعمل بمحرك تمدد ثلاثي بحري الطراز المجموعة الوحيدة المتبقية التي تمثل بداية توليد الكهرباء على نطاق واسع في الولايات المتحدة. |                                                 | 1891                     | ديربورن                  | ميشيغان                           | الولايات المتحدة | لا يتوفر كتيب ASME. |
| 50    | 1980        | محرك أبحاث الوقود التعاوني محرك مختبري رائد مع ضغط متغير لاختبار الوقود. |                                                 | 1928                     | واوكشا                   | ويسكونسن                          | الولايات المتحدة | كتيب ASME |
| 51    | 1980        | محطة الطاقة بورت واشنطن كانت أكثر محطة بخار كفاءة حرارية في العالم لعدة سنوات. |                                                 | 1935                     | بورت واشنطن              | ويسكونسن                          | الولايات المتحدة | كتيب ASME |
| 52    | 1980        | صاروخ ساتورن 5 (مركز ليندون بي. جونسون للفضاء) تم تصنيف ثلاثة مواقع (تكساس، فلوريدا وألاباما) في وقت واحد عبر الأقمار الصناعية في يوليو 1980. |                                                 | 1967                     | هيوستن                   | تكساس                             | الولايات المتحدة | كتيب ASME |
| 53    | 1980        | صاروخ ساتورن 5 (مجمع زوار مركز كينيدي الفضائي) تم تصنيف ثلاثة مواقع (تكساس، فلوريدا وألاباما) في وقت واحد عبر الأقمار الصناعية في يوليو 1980. |                                                 | 1967                     | كيب كانافيرال            | فلوريدا                           | الولايات المتحدة | كتيب ASME |
| 54    | 1980        | صاروخ ساتورن 5 (مركبة الاختبار الديناميكية) (مركز الفضاء والصواريخ الأمريكي) تم تصنيف ثلاثة مواقع (تكساس، فلوريدا وألاباما) في وقت واحد عبر الأقمار الصناعية في يوليو 1980. |                                                 | 1966                     | هانتسفيل                 | ألاباما                           | الولايات المتحدة | كتيب ASME |
| 55    | 1980        | مبادل حرارة الدم أول مبادل حرارة للدم البشري التجاري للتحكم في درجات الحرارة المرتفعة أثناء جراحة القلب المفتوح. |                                                 | 1957                     | أمهيرست                  | نيويورك                           | الولايات المتحدة | كتيب ASME |
| 56    | 1980        | محطة توليد الطاقة الكهرومائية بخزن ضخ نهر روكي نموذج مبكر لمبدأ الخزن الضخ في محطة طاقة. |                                                 | 1929                     | نيو ميلفورد              | كونيتيكت                          | الولايات المتحدة | كتيب ASME |
| 57    | 1980        | توربين كابلان في سد يورك هافن واحد من أول ثلاثة توربينات هيدروليكية من نوع كابلان في الولايات المتحدة. |                                                 | 1929                     | مقاطعة يورك              | بنسلفانيا                         | الولايات المتحدة | كتيب ASME |
| 58    | 1980        | قطار بايونير زيفير أول قطار أمريكي يعمل بالديزل ومصنوع من الفولاذ المقاوم للصدأ. |                                                 | 1934                     | شيكاغو                   | إلينوي                            | الولايات المتحدة | كتيب ASME |
| 59    | 1981        | محرك ضخ شارع تشيستنوت محرك بخاري نموذجي لضخ المياه البلدية في الولايات المتحدة من أواخر القرن التاسع عشر وأوائل القرن العشرين. |                                                 | 1913                     | إيري                     | بنسلفانيا                         | الولايات المتحدة | لا يتوفر كتيب ASME |
| 60    | 1981        | جرار هولت كاتربيلار أقدم جرار يعمل بالبنزين من النوع المجنزر، أثر في التصاميم على مستوى العالم. |                                                 | 1918                     | ستوكستون                 | كاليفورنيا                        | الولايات المتحدة | لا يتوفر كتيب ASME |
| 61    | 1981        | محطة الطاقة الكهرومائية ميشيغان-بحيرة سوبيريور محطة طاقة كهرومائية كبيرة النطاق، منخفضة الرأس، تستخدم العديد من التوربينات الصغيرة. |                                                 | 1902                     | سوولت سانت ماري          | ميشيغان                           | الولايات المتحدة | كتيب ASME |
| 62    | 1981        | قاطرة البخار ساوثرن باسيفيك #4294 مثال على المرحلة النهائية لتطوير قاطرات البخار الأمريكية من حيث الحجم والقوة. |                                                 | 1944                     | ساكرامنتو                | كاليفورنيا                        | الولايات المتحدة | كتيب ASME |
| 63    | 1981        | برج الرصاص جاكسون فيري واحد من القليل من أبراج الرصاص الباقية المستخدمة في صناعة الرصاص الكروي. |                                                 | 1807                     | أوستنفيل                 | فيرجينيا                          | الولايات المتحدة | كتيب ASME |
| 64    | 1981        | مطحنة غراوي واحدة من القلة الباقية من مطاحن الولايات المتحدة التقليدية التي تستخدم الخشب كمادة رئيسية. |                                                 | 1852                     | أوك بروك                 | إلينوي                            | الولايات المتحدة | كتيب ASME |
| 65    | 1981        | محرك إيفينرود الخارجي نموذج مبكر لمحرك خارجي للقوارب الصغيرة وأول نموذج يحقق نجاحًا تجاريًا. |                                                 | 1909                     | ميلووكي                  | ويسكونسن                          | الولايات المتحدة | كتيب ASME |
| 66    | 1981        | تلسكوب هوكر بقطر 100 بوصة تصميم فريد لدعم مرآة التلسكوب واستخدام طفو الزئبق لتقليل الاحتكاك. |                                                 | 1918                     | مقاطعة لوس أنجلوس        | كاليفورنيا                        | الولايات المتحدة | كتيب ASME |
| 67    | 1981        | الوحدة 2 من سد هيواسي بمضخة توربينية قابلة للعكس أول مضخة توربينية متكاملة تُثبت في محطة طاقة بالولايات المتحدة، وكانت أيضًا الأكبر والأكثر قوة في منتصف القرن العشرين. |                                                 | 1956                     | مقاطعة شيروكي            | كارولاينا الشمالية                | الولايات المتحدة | كتيب ASME |
| 68    | 1981        | فونوغراف إديسون التجريبي للتسجيل أول آلة عملية لتسجيل الصوت في العالم. |                                                 | 1877                     | ويست أورانج              | نيوجيرسي                          | الولايات المتحدة | لا يتوفر كتيب ASME |
| 69    | 1981        | مطرقة كروزو البخارية كانت أقوى مطرقة بخارية في العالم لعدة سنوات. |                                                 | 1876                     | لو كروزو                 | سون ولوار                         | فرنسا            | كتيب ASME |
| 70    | 1981        | محرك نيوكومن نسخة مباشرة من أول محرك بخاري جوي من تصميم توماس نيوكومن. |                                                 | 1712                     | دارتموث                  | ساوث ديفون                        | المملكة المتحدة  | يقع في متحف دارتموث. كتيب ASME                                                                                               |
| 71    | 1981        | مكبس التشكيل الهيدروليكي ALCOA بقوة 50,000 طن واحدة من أكبر أدوات التصنيع في العالم، مؤثرة في تطوير الطائرات والفضاء. |                                                 | 1954                     | كليفلاند                 | أوهايو                            | الولايات المتحدة | كتيب ASME |
| 72    | 1981        | منشأة اختبار النماذج بذراع دوار في معهد ستيفنز للتكنولوجيا أول منشأة اختبار نماذج في العالم لإجراء تجارب المناورة والتحكم للسفن السطحية والغواصات والمناطيد. |                                                 | 1945                     | هوبوكين                  | نيوجيرسي                          | الولايات المتحدة | كتيب ASME |
| 73    | 1982        | توربينيا أول سفينة في العالم تعمل بالتوربين. |                                                 | 1897                     | نيوكاسل أبون تاين        | تاين ووير                         | المملكة المتحدة  | كتيب ASME |
| 74    | 1982        | المعقم الدوار بالضغط من أندرسون-بارنغروفر أول نظام تشغيل تلقائي مستمر لطهي وتبريد الأطعمة المعلبة. |                                                 | 1920                     | سانتا كلارا              | كاليفورنيا                        | الولايات المتحدة | كتيب ASME |
| 75    | 1982        | ذراع الدوران في مختبر ألدن للأبحاث منشأة اختبار مبكرة من أوائل القرن العشرين لأجهزة قياس التيارات، مراوح الطائرات، عدادات السفن، أنابيب بيتو، وأجهزة تنظيف الألغام. |                                                 | 1908                     | هولدن                    | ماساتشوستس                        | الولايات المتحدة | كتيب ASME |
| 76    | 1982        | كهربة التيار المتردد سكة حديد نيويورك ونيو هافن وهارتفورد مشروع رائد في كهربة خطوط السكك الحديدية الرئيسية. عملت محطة كوس كاب حتى أكتوبر 1986. |                                                 | 1907                     | كوس كاب                  | كونيتيكت                          | الولايات المتحدة | تم هدمها عام 2001 وأعطيت القطع الأثرية لمؤسسة سميثسونيان. لا يتوفر كتيب ASME                                                 |
| 77    | 1982        | مضخة وورثينغتون الأفقية المركبة مضخة تعمل بمحرك كورليس، نموذجية للممارسات الأمريكية في أوائل القرن العشرين. |                                                 | 1925                     | إيري                     | بنسلفانيا                         | الولايات المتحدة | كتيب ASME |
| 78    | 1982        | قاطرة إلكترو-موتيف FT لخدمة الشحن نموذج أولي لأول قاطرات ديزل-كهربائية يتم إنتاجها بكميات كبيرة لخدمة الشحن في الولايات المتحدة. موجودة في المتحف الوطني للنقل كقاطرة السكك الحديدية الجنوبية #6100.                                                                                  |                                                 | 1939                     | سانت لويس                | ميزوري                            | الولايات المتحدة | كتيب ASME |
| 79    | 1982        | جرار لومبارد البخاري لسحب الأخشاب أول مثال عملي على المركبات المجنزرة المستخدمة الآن في الزراعة، البناء، والمعدات العسكرية. موجودة في متحف لامبرمان. |                                                 | 1910                     | باتن                     | مين                               | الولايات المتحدة | كتيب ASME |
| 80    | 1982        | ميدان أبردين في ميدان اختبارات أبردين أول ميدان اختبار باليستي واسع النطاق ومجهز بالكامل لإنتاج بيانات حول الديناميكا الهوائية. |                                                 | 1943                     | أبردين                   | ماريلاند                          | الولايات المتحدة | كتيب ASME |
| 81    | 1983        | آلة شريط كورنينغ أول مثال على الآلة التي قامت بأتمتة تصنيع المصابيح الكهربائية. |                                                 | 1926                     | ديربورن                  | ميشيغان                           | الولايات المتحدة | موجودة في متحف هنري فورد. كتيب ASME                                                                                          |
| 82    | 1983        | مستخلص عصير الحمضيات FMC نموذج مبكر للآلات التي أتمتت عملية استخلاص العصائر من الفاكهة. |                                                 | 1947                     | لاكيلاند                 | فلوريدا                           | الولايات المتحدة | اللوحة غير معروضة. كتيب ASME                                                                                                 |
| 83    | 1983        | GG1 #4800 لقاطرة بنسلفانيا نموذج قاطرة للاستخدام على الخطوط الكهربائية في شرق الولايات المتحدة، مع نظام تعليق مرن متميز. |                                                 | 1943                     | ستراسبورغ                | بنسلفانيا                         | الولايات المتحدة | موجودة في متحف السكك الحديدية في بنسلفانيا. كتيب ASME                                                                        |
| 84    | 1983        | مطحنة الذهب العشرية في منجم ريد للذهب مثال نموذجي على مطاحن الطوابع المستخدمة في غرب الولايات المتحدة في أواخر القرن التاسع عشر. |                                                 | 1895                     | ميدلاند                  | كارولاينا الشمالية                | الولايات المتحدة | كتيب ASME |
| 85    | 1983        | رافعة الحاويات PACECO أول رافعة ميناء عالية السرعة للتعامل مع الحاويات في العالم. |                                                 | 1959                     | ألاميدا                  | كاليفورنيا                        | الولايات المتحدة | 1987: تم شراؤها ونقلها إلى ميناء نانجينغ، الصين. 1988: أعيد تخصيصها بالتعاون مع جمعية الهندسة الميكانيكية الصينية. كتيب ASME |
| 86    | 1983        | آلة زجاجات أوينز AR أول آلة تعبئة زجاجات آلية في العالم التي أدخلت إمدادات رخيصة ومتوفرة من الحاويات الزجاجية. |                                                 | 1912                     | توليدو                   | أوهايو                            | الولايات المتحدة | لم تعد موجودة. لا يتوفر كتيب ASME                                                                                            |
| 87    | 1983        | NS سافانا أول سفينة شحن-ركاب تعمل بالطاقة النووية في العالم. |                                                 | 1962                     | نيو بورت نيوز            | فيرجينيا                          | الولايات المتحدة | كتيب ASME |
| 88    | 1983        | زيروغرافيا نماذج مبكرة من عملية النسخ الجاف الثورية في معهد باتيل التذكاري. |                                                 | 1948                     | كولومبوس                 | أوهايو                            | الولايات المتحدة | كتيب ASME |
| 89    | 1983        | مكبس التشكيل الهيدروليكي Wyman-Gordon بقوة 50,000 طن واحدة من أكبر أدوات التصنيع في العالم، أثرت في تكنولوجيا الطيران والفضاء. |                                                 | 1955                     | غرافتون                  | ماساتشوستس                        | الولايات المتحدة | كتيب ASME |
| 90    | 1984        | وحدة تخزين RAMAC Disk File من IBM 350 أول جهاز تخزين بيانات حاسوبي في العالم يوفر الوصول العشوائي إلى كميات كبيرة من البيانات. |                                                 | 1956                     | سان خوسيه                | كاليفورنيا                        | الولايات المتحدة | 2019: تم هدم الموقع. القطع الأثرية موجودة الآن في متحف الكمبيوتر؛ اللوحة غير معروضة. كتيب ASME                               |
| 91    | 1984        | مضخة أرشميدس اللولبية واحدة من أقدم الأمثلة الباقية للمضخات اللولبية التي تعمل بالرياح في الولايات المتحدة. |                                                 | 1890                     | نيوارك                   | كاليفورنيا                        | الولايات المتحدة | كتيب ASME |
| 92    | 1984        | مركز مسرع ستانفورد الخطي أجهزة وأنظمة كهروميكانيكية فريدة في أطول مسرع خطي في العالم. |                                                 | 1962                     | مينلو بارك               | كاليفورنيا                        | الولايات المتحدة | كتيب ASME |
| 93    | 1984        | نظام تهوية نفق هولاند أول نفق طويل تحت الماء في العالم مصمم للمركبات، يتميز بنظام تهوية مبتكر. |                                                 | 1920                     | نيويورك                  | نيويورك                           | الولايات المتحدة | كتيب ASME |
| 94    | 1984        | نورفولك ووسترن#611، قاطرة بخارية فئة J آخر قاطرة بخارية تعمل بالفحم لنقل الركاب في الولايات المتحدة، وتُعتبر من بين الأكثر تقدمًا من أي نوع 4-8-4. |                                                 | 1941                     | رونوك                    | فيرجينيا                          | الولايات المتحدة | موجودة في متحف النقل في فيرجينيا. كتيب ASME                                                                                  |
| 95    | 1984        | مروحية سيكورسكي VS-300 أول مروحية عملية في الولايات المتحدة، وقد أرست مفهوم الدوار الرئيسي الواحد. |                                                 | 1939                     | ديربورن                  | ميشيغان                           | الولايات المتحدة | موجودة في متحف هنري فورد. كتيب ASME                                                                                          |
| 96    | 1984        | رافعة منجم كوينسي رقم 2 أكبر رافعة منجم في العالم. |                                                 | 1920                     | هانكوك                   | ميشيغان                           | الولايات المتحدة | كتيب ASME |
| 97    | 1984        | SS بريطانيا العظمى أول سفينة في العالم بهيكل حديدي ومزودة بدفع حلزوني تعبر أي محيط، مما أدى إلى قيادة بريطانيا للعالم في التجارة البحرية. |                                                 | 1843                     | بريستول                  | جنوب غرب إنجلترا                  | المملكة المتحدة  | كتيب ASME |
| 98    | 1984        | SS جيرميا أوبراين واحدة من اثنين فقط من الناجين العاملين من أسطول الشحن الطارئ الأمريكي المعروف باسم سفن الحرية. |                                                 | 1943                     | سان فرانسيسكو            | كاليفورنيا                        | الولايات المتحدة | كتيب ASME |
| 99    | 1984        | محطة إيدولز، شركة فرايز للتصنيع والطاقة نموذج نموذجي لمحطات الطاقة الكهرومائية الصغيرة في القرن التاسع عشر التي تعمل بتدفق النهر. |                                                 | 1898                     | وينستون-سالم             | كارولاينا الشمالية                | الولايات المتحدة | كتيب ASME |
| 100   | 1984        | توربين الغاز بيل آيل أول توربين غازي يُستخدم لتوليد الطاقة الكهربائية في الولايات المتحدة. |                                                 | 1949                     | سكنيكتادي                | نيويورك                           | الولايات المتحدة | كتيب ASME |
| 101   | 1984        | خط ترام سانت تشارلز أقدم نظام نقل ركاب بين المدن لا يزال موجودًا في الولايات المتحدة. |                                                 | 1835                     | نيو أورلينز              | لويزيانا                          | الولايات المتحدة | كتيب ASME |
| 102   | 1985        | مركبة الإطلاق أطلس أول مركبة إطلاق لبرنامج الفضاء الأمريكي. |                                                 | 1957                     | إل كاجون                 | كاليفورنيا                        | الولايات المتحدة | كتيب ASME |
| 103   | 1985        | أوعية أول معالجة إيزوستاتية ساخنة نماذج مبكرة لأوعية التصنيع باستخدام الضغط الغازي ودرجة الحرارة لإنتاج السبائك والمنتجات الخزفية المتقدمة. |                                                 | 1956                     | كولومبوس                 | أوهايو                            | الولايات المتحدة | موجودة في معهد باتيل التذكاري. كتيب ASME                                                                                     |
| 104   | 1985        | وعاء تصنيع الصلب بالأكسجين الأساسي الوعاء الذي أدخل عملية الأكسجين الأساسي إلى الولايات المتحدة. |                                                 | 1955                     | ترينتون                  | ميشيغان                           | الولايات المتحدة | مملوك حاليًا من قبل شركة ديترويت للصلب. كتيب ASME                                                                             |
| 105   | 1985        | ديترويت إديسون نظام التدفئة المركزي مثال مبكر على محطات التدفئة المركزية في الولايات المتحدة. |                                                 | 1903                     | ديترويت                  | ميشيغان                           | الولايات المتحدة | كتيب ASME |
| 106   | 1985        | فرن كورنوال للحديد نموذج نموذجي لفرن صهر بالوقود الخشبي من القرن التاسع عشر في الولايات المتحدة، محفوظ بحالة كاملة. |                                                 | 1742                     | كورنوال                  | بنسيلفانيا                        | الولايات المتحدة | كتيب ASME |
| 107   | 1985        | نظام قنوات لوويل للطاقة وبيت بوابة بوتاكت نظام رئيسي مبكر للطاقة المائية في الولايات المتحدة وأقدم توربين ماء فرنسيس قيد الاستخدام. |                                                 | 1796                     | لوويل                    | ماساتشوستس                        | الولايات المتحدة | كتيب ASME |
| 108   | 1985        | فرامل جاكوبس لمحركات الكبح أول آلية عملية لكبح شاحنات كبيرة باستخدام ضغط المحرك للتحكم في السرعة أثناء الانحدارات الطويلة. |                                                 | 1957                     | بلومفيلد                 | كونيتيكت                          | الولايات المتحدة | كتيب ASME |
| 109   | 1985        | وحدة السخانات 1 أول محطة تجارية لتوليد الكهرباء باستخدام الطاقة الحرارية الجوفية في أمريكا الشمالية. |                                                 | 1960                     | مقاطعة سونوما            | كاليفورنيا                        | الولايات المتحدة | كتيب ASME |
| 110   | 1985        | محرك هاريس-كورليس البخاري نموذج لمحرك بخاري من نوع كورليس بقوة 350 حصان يعود للقرن التاسع عشر. |                                                 | 1895                     | أتلانتا                  | جورجيا                            | الولايات المتحدة | كتيب ASME |
| 111   | 1986        | محرك بولتون ووات الدوراني أقدم محرك بخاري دوراني لا يزال قابلًا للتشغيل صممه بولتون ووات. |                                                 | 1785                     | سيدني                    | نيوساوث ويلز                      | أستراليا         | موجود في متحف باورهاوس. كتيب ASME                                                                                            |
| 112   | 1985        | محرك تي في إيمري رايس البخاري ‏ محرك بحري مركب أفقي يعود للقرن التاسع عشر مع ذراع توصيل عكسي. |                                                 | 1873                     | كينغز بوينت              | نيويورك                           | الولايات المتحدة | كتيب ASME |
| 113   | 1986        | شركة فيربانكس لاستكشاف الذهب - الحفارة رقم 8 ‏ إحدى آخر الحفارات الذهبية العملاقة في الولايات المتحدة التي يمكن للجمهور الوصول إليها. |                                                 | 1927                     | فيربانكس                 | ألاسكا                            | الولايات المتحدة | كتيب ASME |
| 114   | 1986        | نموذج مقياس البريد بيتني-بووز M نموذج مبكر لأول مقياس بريد تجاري في العالم. |                                                 | 1920                     | ستامفورد                 | كونيتيكت                          | الولايات المتحدة | كتيب ASME |
| 115   | 1986        | نظام قطار ديزني لاند المعلق أول نظام قطار أحادي تجاري من نوع وينر-جرين. |                                                 | 1959                     | آناهايم                  | كاليفورنيا                        | الولايات المتحدة | كتيب ASME |
| 116   | 1987        | مختبر ماكينلي للمناخ مرفق اختبار ذو قدرة غير مسبوقة لمحاكاة مجموعة واسعة من الظروف المناخية، من البرودة القطبية إلى الرطوبة الاستوائية، لاختبار المعدات بالحجم الكامل. |                                                 | 1944                     | قاعدة إيغلين الجوية      | فلوريدا                           | الولايات المتحدة | كتيب ASME |
| 117   | 1987        | نفق أبحاث الجليد - مركز أبحاث ناسا لويس أقدم وأكبر نفق ريحي مبرد للأبحاث حول الجليد في العالم، مزود بمبادل حراري ونظام رش فريد. |                                                 | 1944                     | كليفلاند                 | أوهايو                            | الولايات المتحدة | كتيب ASME |
| 118   | 1987        | العجلة المائية القابلة للانعكاس ورافعة العمال رافعات تمثل ممارسات تقليدية قديمة، بما في ذلك عجلة مائية لرفع الخام وآلية لرفع العمال. |                                                 | 1837                     | سانت أندرياسبرغ          | ساكسونيا السفلى                   | ألمانيا          | كتيب ASME |
| 119   | 1987        | متحف الدقة الأمريكي متحف يعرض تاريخ تصنيع الأدوات الدقيقة. |                                                 | 1966                     | وندسور                   | فيرمونت                           | الولايات المتحدة | لا يتوفر كتيب ASME |
| 120   | 1987        | ورشة روبنز ولورنس للآلات أول ورشة آلات أمريكية تحقق التصنيع القابل للتبادل على نطاق عملي. |                                                 | 1846                     | وندسور                   | فيرمونت                           | الولايات المتحدة | كتيب ASME |
| 121   | 1987        | نظام هولي للحماية من الحرائق وتوزيع المياه موقع أول نظام متكامل في الولايات المتحدة لتوفير المياه للسلامة العامة. |                                                 | 1863                     | لوكبورت                  | نيويورك                           | الولايات المتحدة | لا يتوفر كتيب ASME |
| 122   | 1987        | نظام هولي للتدفئة المركزية موقع أول نظام تدفئة بالبخار في الولايات المتحدة. |                                                 | 1877                     | لوكبورت                  | نيويورك                           | الولايات المتحدة | لا يتوفر كتيب ASME |
| 123   | 1987        | محمل الدفع كينغسبري أول محمل دفع كينغسبري يعمل في الخدمة الكهرومائية، والذي أصبح لاحقًا مستخدمًا عالميًا لجميع أنواع الآلات الكبيرة. |                                                 | 1911                     | هولت وود                 | بنسيلفانيا                        | الولايات المتحدة | موجود في سد هولت وود. كتيب ASME                                                                                              |
| 124   | 1987        | مضخة منجم تشابين محرك مركب مكثف من أواخر القرن التاسع عشر، وكان أحد أكبر المحركات في ذلك الوقت. |                                                 | 1893                     | آيرون ماونتن             | ميشيغان                           | الولايات المتحدة | كتيب ASME |
| 125   | 1987        | عربة النوم بولمان - غلينجيل أقدم نموذج معروف من أسطول عربات النوم الثقيلة المصنوعة من الصلب بالكامل التي بنتها شركة بولمان. |                                                 | 1911                     | دالاس                    | تكساس                             | الولايات المتحدة | موجودة في متحف السكك الحديدية الأمريكية. كتيب ASME                                                                           |
| 126   | 1987        | ويستمورلاند لأعمال الحديد ورشة حدادة مرنة مبكرة ذات تاريخ طويل. |                                                 | 1850                     | ويستمورلاند              | نيويورك                           | الولايات المتحدة | أُغلِقت المسبكة في أوائل التسعينيات، وتم تسليم اللوحة إلى جمعية ويستمورلاند التاريخية. لا يتوفر كتيب ASME                      |
| 127   | 1987        | حفارة بيغ بروتوس إحدى أكبر الحفارات الكهربائية في العالم. |                                                 | 1962                     | ويست مينيرال             | كانساس                            | الولايات المتحدة | كتيب ASME |
| 128   | 1987        | مفاعل فاليسيتوس للمياه المغلية أول محطة طاقة نووية مملوكة ومدارة بشكل خاص في العالم تُزود شبكة المرافق العامة بكميات كبيرة من الكهرباء. |                                                 | 1957                     | مقاطعة ألاميدا           | كاليفورنيا                        | الولايات المتحدة | كتيب ASME |
| 129   | 1987        | نظام هوليوك للطاقة المائية مركز صناعي رئيسي في القرن التاسع عشر للورق وصناعات النسيج في الولايات المتحدة، واشتهر بورش الآلات ونظام الطاقة المائية. |                                                 | 1859                     | هوليوك                   | ماساتشوستس                        | الولايات المتحدة | انظر أيضًا: سد هوليوك، منتزه تراث هوليوك العام. لا يتوفر كتيب ASME                                                            |
| 130   | 1987        | غلايات ستيرلنغ الأنبوبية للماء أقدم مولد بخار موجود في مصنع أمريكي للقطن. |                                                 | 1906                     | دالتون                   | جورجيا                            | الولايات المتحدة | لا يتوفر كتيب ASME |
| 131   | 1988        | مضخة وقود الديزل رووسا ماستر للحقن نماذج تطويرية مبكرة لمضخات حقن من نوع الموزع للتحكم في سرعة المحرك. |                                                 | 1947                     | وندسور                   | كونيتيكت                          | الولايات المتحدة | كتيب ASME |
| 132   | 1988        | القاعة الدائرية لسكة حديد شيكاغو بورلينغتون وكوينسي ورشة آلات مبتكرة لساحة سكة الحديد للربط الأول بين شيكاغو ونهر المسيسيبي. |                                                 | 1858                     | أورورا                   | إلينوي                            | الولايات المتحدة | كتيب ASME |
| 133   | 1988        | حفارة بوكاير البخارية المزودة بعجلات أقدم نموذج باقٍ لأول آلة ناجحة لحفر قنوات الصرف الزراعية. |                                                 | 1902                     | فندلي                    | أوهايو                            | الولايات المتحدة | موجودة في متحف هانكوك التاريخي. كتيب ASME                                                                                    |
| 134   | 1988        | قاطرات التروس من نوع هيسلر، شاي، كليمكس أمثلة مبكرة لقاطرات تروس بطيئة السرعة من القرن التاسع عشر. |                                                 | 1872                     | فلتون                    | كاليفورنيا                        | الولايات المتحدة | لا يتوفر كتيب ASME |
| 135   | 1988        | توربين غاز نوشاتيل أول توربين غازي ناجح في العالم لتوليد الكهرباء دخل الخدمة التجارية. |                                                 | 1939                     | نوشاتيل                  | نوشاتيل                           | سويسرا           | كتيب ASME |
| 136   | 1988        | دينامومتر عجلات السكك الحديدية AAR أول وأوحد دينامومتر للسكك الحديدية يختبر العجلات تحت الأحمال الرأسية والجانبية مع الفرملة الحرارية عند حواف العجلة. |                                                 | 1955                     | بويبلو                   | كولورادو                          | الولايات المتحدة | كتيب ASME |
| 137   | 1989        | قاطرة تكساس والمحيط الهادئ #610 النموذج الوحيد الباقي من أقدم أشكال القاطرات البخارية ذات "القوة الفائقة". |                                                 | 1927                     | روسك                     | تكساس                             | الولايات المتحدة | لا يتوفر كتيب ASME |
| 138   | 1989        | قانون ASME للمراجل وأوعية الضغط أول معيار شامل لتصميم وبناء وفحص واختبار المراجل وأوعية الضغط، له تأثير كبير على السلامة العامة. |                                                 | 1915                     | ديربورن                  | ميشيغان                           | الولايات المتحدة | النسخة المبكرة مُعارة إلى متحف هنري فورد. لا يتوفر كتيب ASME                                                                  |
| 139   | 1989        | آلة روبلينغ ذات 80 طنًا لصنع حبال الأسلاك الآلة الوحيدة الباقية من روبلينغ، أكبر آلة لصنع الحبال الفولاذية في عام 1893. |                                                 | 1893                     | ترنتون                   | نيوجيرسي                          | الولايات المتحدة | كتيب ASME |
| 140   | 1989        | نفق الرياح أول منشأة اختبار واسعة النطاق في العالم لمحركات الطائرات والصواريخ في ظروف محاكاة الطيران عالي السرعة. |                                                 | 1955                     | قاعدة أرنولد الجوية      | تينيسي                            | الولايات المتحدة | لا يتوفر كتيب ASME |
| 141   | 1989        | مجموعة أسلحة براونينغ النارية مجموعة من الأسلحة الرياضية والعسكرية التي صممها جون موسى براونينغ. |                                                 | 1878                     | أوغدن                    | يوتا                              | الولايات المتحدة | موجودة في متحف محطة أوغدن يونيون. كتيب ASME                                                                                  |
| 142   | 1990        | جهاز بيرس-دوناشي لمساعدة البطين أول مضخة قلب قابلة للزرع حظيت باستخدام واسع في التطبيقات السريرية. |                                                 | 1973                     | هرشي                     | بنسيلفانيا                        | الولايات المتحدة | كتيب ASME |
| 143   | 1990        | محرك ومراجل السفينة يو إس إس كايرو الناجية الوحيدة من أسطول زوارق الحرب النهرية التي بناها الاتحاد خلال الحرب الأهلية الأمريكية. |                                                 | 1862                     | فيكسبيرغ                 | ميسيسيبي                          | الولايات المتحدة | كتيب ASME |
| 144   | 1990        | توربين كيرتس الرأسي بقدرة 500 كيلوواط أول محطة لتوليد الكهرباء باستخدام التوربينات البخارية. |                                                 | 1903                     | إنديانابوليس             | إنديانا                           | الولايات المتحدة | كتيب ASME |
| 145   | 1990        | منشأة جمعية الغاز الجنوبي - نظام المحاكاة التمثيلي PCRC أول نظام حاسوبي يُستخدم في تصميم أنظمة خطوط أنابيب الغاز الطبيعي. |                                                 | 1955                     | سان أنطونيو              | تكساس                             | الولايات المتحدة | كتيب ASME |
| 146   | 1990        | مختبر الديناميكيات الوطنية للتربة أول مختبر بالحجم الكامل في العالم لأدوات الحرث ومعدات الجر في جميع أنواع التربة. |                                                 | 1935                     | أوبورن                   | ألاباما                           | الولايات المتحدة | كتيب ASME |
| 147   | 1990        | قاطرة بالتيمور وأوهايو رقم 4500، شحن، USRA 2-8-2A أول قاطرة شحن USRA تم بناؤها، وتمثل أول عائلة قياسية للقاطرات الأمريكية. |                                                 | 1918                     | بالتيمور                 | ماريلاند                          | الولايات المتحدة | كتيب ASME |
| 148   | 1990        | قاطرة أتلانتيك كوست لاين رقم 1504، USRA 4-6-2A نموذج مبكر لقاطرات الركاب من USRA، ويمثل أول برنامج للتوحيد القياسي للولايات المتحدة. |                                                 | 1919                     | جاكسونفيل                | فلوريدا                           | الولايات المتحدة | موجودة في مركز مؤتمرات برايم أوزبورن الثالث. كتيب ASME                                                                       |
| 149   | 1990        | مروحة هايدروماتيك نموذج مبكر للابتكارات في المراوح، بما في ذلك التحكم بزاوية الشفرات وميزة الترييش. |                                                 | 1938                     | وندسور لوكس              | كونيتيكت                          | الولايات المتحدة | موجودة في متحف نيو إنجلاند للطيران. كتيب ASME                                                                                |
| 150   | 1990        | آلة تثبيت التذاكر بالدبابيس نموذج مبكر لأول آلة ناجحة لوضع علامات الأسعار وتثبيت البطاقات في تجارة التجزئة الأمريكية. |                                                 | 1902                     | مياميسبيرغ               | أوهايو                            | الولايات المتحدة | كتيب ASME |
| 151   | 1991        | الطاحونة الهولندية فيكتوريا طاحونة لطحن الحبوب تعمل بالرياح، من نمط الطواحين الهولندية البرجية، تعود إلى منتصف القرن التاسع عشر. |                                                 | 1870                     | فيكتوريا                 | تكساس                             | الولايات المتحدة | كتيب ASME |
| 152   | 1991        | جيب موديل MB [الإنجليزية] نموذج مبكر لمركبة ميدانية متعددة الاستخدامات تعمل بالدفع الرباعي، وتجمع بين تصميم مركبات حديث. |                                                 | 1947                     | توليدو                   | أوهايو                            | الولايات المتحدة | كتيب ASME |
| 153   | 1991        | محطة ضخ كروكيوس محطة ضخ بخارية تعود للقرن التاسع عشر قامت بتجفيف بحيرة هارلمرمير. |                                                 | 1849                     | هارلمرمير                | شمال-هولندا                       | هولندا           | كتيب ASME |
| 154   | 1991        | محطة توليد الطاقة غرينز بايو أول توربين مولد للطاقة يعمل في الهواء الطلق دخل الخدمة التجارية. |                                                 | 1949                     | هيوستن                   | تكساس                             | الولايات المتحدة | كتيب ASME |
| 155   | 1991        | مبنى ميلام شاهق التكييف أول مبنى مكاتب شاهق مكيف في الولايات المتحدة. |                                                 | 1928                     | سان أنطونيو              | تكساس                             | الولايات المتحدة | كتيب ASME |
| 156   | 1991        | سكة حديد مائلة جبل لوك آوت نظام سكة حديد مائل بثلاثة قضبان يعود للقرن التاسع عشر. |                                                 | 1895                     | تشاتانوغا                | تينيسي                            | الولايات المتحدة | كتيب ASME |
| 157   | 1991        | مجموعة عجلات مياه بيلتون مجموعة تسلط الضوء على أصول توربين بيلتون ومبدأ "الفتحة المنقسمة" للدلو. |                                                 | حوالي 1880               | غراس فالي                | كاليفورنيا                        | الولايات المتحدة | كتيب ASME |
| 158   | 1991        | كاشطة فريسنو نموذج يعود للقرن التاسع عشر للكاشطة التي أصبحت أساس تصميم معظم معدات الحفر الضخمة. | ملف:FresnoScraper.GIF                           | 1883                     | فريسنو                   | كاليفورنيا                        | الولايات المتحدة | كتيب ASME |
| 159   | 1991        | فرن ناساونغو الحديدي أقدم فرن يعمل بتقنية النفخ الساخن لا يزال موجودًا في الولايات المتحدة. |                                                 | 1828                     | سنو هيل                  | ماريلاند                          | الولايات المتحدة | كتيب ASME |
| 160   | 1992        | آلة ABACUS II لربط دوائر الدارات المتكاملة أول آلة عملية لإنتاج الدارات المتكاملة، مما مكّن من تصنيعها اقتصاديًا. |                                                 |                          | دالاس                    | تكساس                             | الولايات المتحدة | كتيب ASME |
| 161   | 1992        | بيانو Q-R-S مارك واحدة من أولى الآلات التي تُنتج لفات رئيسية لبيانو التشغيل عن طريق تسجيل العروض الحية. |                                                 | 1912                     | بوفالو                   | نيويورك                           | الولايات المتحدة | كتيب ASME |
| 162   | 1992        | وحدة القيادة الفضائية أبولو وحدة قيادة أبولو التي تضمنت ابتكارات عديدة مكّنت من نقل البشر بأمان إلى القمر والعودة. |                                                 | 1968                     | تيتوسفيل                 | فلوريدا                           | الولايات المتحدة | كتيب ASME |
| 163   | 1992        | جهاز قياس إضافة الرائحة للغاز جهاز أمان مبكر يُستخدم لإضافة رائحة إلى خطوط الغاز الطبيعي لجعل التسربات واضحة. |                                                 | 1937                     | دالاس                    | تكساس                             | الولايات المتحدة | كتيب ASME |
| 164   | 1992        | متحف نيو إنجلاند للبخار والاتصالات اللاسلكية مجموعة من محركات البخار في رود آيلاند، بما في ذلك إحدى المحركات النادرة المصنوعة في ورش كورليس. |                                                 | 1964                     | إيست غرينيتش             | رود آيلاند                        | الولايات المتحدة | كتيب ASME |
| 165   | 1992        | المطحنة القديمة في نانتوكيت أقدم طاحونة هوائية من نوع "smock" لا تزال تعمل في الولايات المتحدة. |                                                 | 1746                     | نانتوكيت                 | ماساتشوستس                        | الولايات المتحدة | كتيب ASME |
| 166   | 1992        | محطة ضخ نهر ميلووكي مضخة مياه قللت تركيز الملوثات في مجرى مائي حضري بقدرة هي الأكبر عالميًا آنذاك. |                                                 | 1888                     | ميلووكي                  | ويسكونسن                          | الولايات المتحدة | الآن جزء من مقهى. كتيب ASME                                                                                                  |
| 167   | 1993        | آلة معالجة الأناناس جيناكا آلة لتقشير وتقطيع الأناناس آليًا، مما أدى إلى إنتاج تجاري واسع للأناناس. | ملف:Ginacamachinepatent.jpg                     | 1911                     | هونولولو                 | هاواي                             | الولايات المتحدة | كتيب ASME |
| 168   | 1993        | محرك بيغاسوس 3 BS 916 أقدم نموذج باقٍ لمحرك أولي لطائرات الإقلاع والهبوط العمودي/القصير (V/STOL) مثل هارير وAV-8B. |                                                 | 1960                     | بريستول                  | جنوب غرب إنجلترا                  | المملكة المتحدة  | كتيب ASME |
| 169   | 1993        | نظام التبريد المبرد في مسرع تيفاترون أكبر نظام تبريد مبرد تم بناؤه، والذي وضع معيارًا لتصاميم المغناطيسات فائقة التوصيل. |                                                 | 1983                     | باتافيا                  | إلينوي                            | الولايات المتحدة | كتيب ASME |
| 170   | 1993        | منشأة اختبار المحركات المتقدمة في مركز مارشال نظام تبريد فريد لاختبار محركات الفضاء والطيران. |                                                 | 1964                     | ريدستون أرسنال           | ألاباما                           | الولايات المتحدة | كتيب ASME |
| 171   | 1993        | مركبات الفضاء فوياجر لاستكشاف الكواكب أذكى جهازين تم بناؤهما على الإطلاق ضمن برنامج الفضاء التابع لناسا. |                                                 | 1972–1977                | باسادينا                 | كاليفورنيا                        | الولايات المتحدة | موجودة في مختبر الدفع النفاث. كتيب ASME                                                                                      |
| 172   | 1994        | حفارة باي سيتي المتحركة آخر حفارة متبقية في الولايات المتحدة بنظام دفع فريد مصمم للبيئات الرطبة. |                                                 | 1924                     | نيبلز                    | فلوريدا                           | الولايات المتحدة | كتيب ASME |
| 173   | 1994        | مطحنة قطن بورترن فارمرز أقدم نظام معروف متكامل لحلج القطن، والذي كان مستخدمًا على نطاق واسع في جنوب الولايات المتحدة. |                                                 | 1914                     | بيرتون                   | تكساس                             | الولايات المتحدة | كتيب ASME |
| 174   | 1994        | آلة تعبئة وتغليف المشروبات الغازية كراون كورك إحدى أولى الآلات الآلية التي وضعت أسس صناعة التعبئة والتغليف. |                                                 | 1892                     | بالتيمور                 | ماريلاند                          | الولايات المتحدة | كتيب ASME |
| 175   | 1994        | مجموعة محركات البخار لمقاطعة بيرغن مجموعة تضم محركات بخارية ومعدات مساعدة تعود للقرن التاسع عشر حتى الأربعينيات. |                                                 | 1987                     | هاكينساك                 | نيوجيرسي                          | الولايات المتحدة | كتيب ASME |
| 176   | 1994        | قاطرة يونيون باسيفيك بيغ بوي 4023 وسنتينيال 6900 قاطرتان ضخمتان لنقل الأحمال الثقيلة تجسدان أفضل التقنيات في ذلك العصر. |                                                 | 1941                     | أوماها                   | نبراسكا                           | الولايات المتحدة | كتيب ASME |
| 177   | 1994        | التوربين الهيدروليكي باركر/هاسيندا بوينا فيستا النموذج الوحيد المعروف لتوربين باركر الهيدروليكي، وهو أول توربين تفاعلي عملي. |                                                 | 1853                     | بونس                     | بورتوريكو                         | الولايات المتحدة | كتيب ASME |
| 178   | 1994        | بوينغ 367-80 النموذج الأولي لطائرة بوينغ 707 وأغلب أنظمة النقل النفاثة، مما أسس الجدوى الاقتصادية للسفر الجوي التجاري. |                                                 | 1954                     | مقاطعة فيرفاكس           | فيرجينيا                          | الولايات المتحدة | موجودة في مركز ستيفن إف أودفار هازي. كتيب ASME                                                                               |
| 179   | 1994        | آلة تقطيع نيويل ثاني وأقدم آلة تقطيع سيارات معروفة لاستخدامها في إعادة تدوير الخردة المعدنية. |                                                 | 1969                     | سان أنطونيو              | تكساس                             | الولايات المتحدة | كتيب ASME |
| 180   | 1994        | الميل المائل في جونستاون واحد من أشد السكك المائلة انحدارًا في العالم للمركبات، وهو نموذج مماثل لعدة مشاريع بُنيت في القرن التاسع عشر في غرب بنسلفانيا. |                                                 | 1891                     | جونستاون                 | بنسيلفانيا                        | الولايات المتحدة | كتيب ASME |
| 181   | 1994        | مطحنة عصير التفاح BF Clyde أقدم مطحنة لعصر عصير التفاح تعمل بالبخار في الولايات المتحدة، وهي من الأمثلة القليلة المتبقية لصناعة كانت شائعة في المناطق الريفية. |                                                 | 1898                     | مايستيك                  | كونيتيكت                          | الولايات المتحدة | كتيب ASME |
| 182   | 1995        | ورشة ومسبك نايت واحدة من أقدم ورش المسابك الأمريكية التي تعمل بالطاقة المائية، بما في ذلك توربينات نايت الاندفاعية. |                                                 | 1873                     | سوتر كريك                | كاليفورنيا                        | الولايات المتحدة | كتيب ASME |
| 183   | 1995        | نفق الرياح بعرض 5 أقدام في رايت فيلد مثال مبكر على "نفق الرياح الحديث" لاختبار نماذج الطائرات. |                                                 | 1921                     | رايت باترسون             | أوهايو                            | الولايات المتحدة | كتيب ASME |
| 184   | 1995        | وحدة تغذية الفحم الوزنية أقدم وحدة معروفة لتغذية الفحم، وهي ابتكار أثّر على معظم الصناعات التي تستخدم الغلايات العاملة بالفحم. |                                                 | 1957                     | كليفلاند                 | أوهايو                            | الولايات المتحدة | كتيب ASME |
| 177   | 1994        | التوربين الهيدروليكي باركر/هاسيندا بوينا فيستا النموذج الوحيد المعروف لتوربين باركر الهيدروليكي، وهو أول توربين تفاعلي عملي. |                                                 | 1853                     | بونس                     | بورتوريكو                         | الولايات المتحدة | كتيب ASME |
| 178   | 1994        | بوينغ 367-80 النموذج الأولي لطائرة بوينغ 707 وأغلب أنظمة النقل النفاثة، مما أسس الجدوى الاقتصادية للسفر الجوي التجاري. |                                                 | 1954                     | مقاطعة فيرفاكس           | فيرجينيا                          | الولايات المتحدة | موجودة في مركز ستيفن إف أودفار هازي. كتيب ASME                                                                               |
| 179   | 1994        | آلة تقطيع نيويل ثاني وأقدم آلة تقطيع سيارات معروفة لاستخدامها في إعادة تدوير الخردة المعدنية. |                                                 | 1969                     | سان أنطونيو              | تكساس                             | الولايات المتحدة | كتيب ASME |
| 180   | 1994        | الميل المائل في جونستاون واحد من أشد السكك المائلة انحدارًا في العالم للمركبات، وهو نموذج مماثل لعدة مشاريع بُنيت في القرن التاسع عشر في غرب بنسلفانيا. |                                                 | 1891                     | جونستاون                 | بنسيلفانيا                        | الولايات المتحدة | كتيب ASME |
| 181   | 1994        | مطحنة عصير التفاح BF Clyde أقدم مطحنة لعصر عصير التفاح تعمل بالبخار في الولايات المتحدة، وهي من الأمثلة القليلة المتبقية لصناعة كانت شائعة في المناطق الريفية. |                                                 | 1898                     | مايستيك                  | كونيتيكت                          | الولايات المتحدة | كتيب ASME |
| 182   | 1995        | ورشة ومسبك نايت واحدة من أقدم ورش المسابك الأمريكية التي تعمل بالطاقة المائية، بما في ذلك توربينات نايت الاندفاعية. |                                                 | 1873                     | سوتر كريك                | كاليفورنيا                        | الولايات المتحدة | كتيب ASME |
| 183   | 1995        | نفق الرياح بعرض 5 أقدام في رايت فيلد مثال مبكر على "نفق الرياح الحديث" لاختبار نماذج الطائرات. |                                                 | 1921                     | رايت باترسون             | أوهايو                            | الولايات المتحدة | كتيب ASME |
| 184   | 1995        | وحدة تغذية الفحم الوزنية أقدم وحدة معروفة لتغذية الفحم، وهي ابتكار أثّر على معظم الصناعات التي تستخدم الغلايات العاملة بالفحم. |                                                 | 1957                     | كليفلاند                 | أوهايو                            | الولايات المتحدة | كتيب ASME |
| 191   | 1996        | عبّارة إس إس بادجر واحدة من آخر القوارب البخارية الأمريكية العاملة على البحيرات المزودة بمحركات ترددية وغلايات تعمل بالفحم. |                                                 | 1952                     | لودينغتون                | ميشيغان                           | الولايات المتحدة | كتيب ASME |
| 192   | 1996        | وحدة التبريد C من ثيرمو كينغ أقدم وحدة تبريد معروفة للشاحنات، ذات تأثير عالمي في حفظ الأغذية. |                                                 | 1940                     | مينيابوليس               | مينيسوتا                          | الولايات المتحدة | كتيب ASME |
| 193   | 1997        | البرمائية أليغيتور النموذج الأولي لجميع مركبات الإنزال البرمائية المجنزرة من السفن إلى الشاطئ. |                                                 | 1940                     | كوانتيكو                 | فيرجينيا                          | الولايات المتحدة | موجودة في متحف سلاح مشاة البحرية الجوي والبري. كتيب ASME                                                                     |
| 194   | 1997        | محركات كيو بريدج ذات العارضة الكورنية خمسة محركات بخارية كورنية بارزة تعود للقرن التاسع عشر، كانت تُستخدم لإمداد المياه البلدية. |                                                 | 1975                     | برينتفورد                | لندن الكبرى                       | المملكة المتحدة  | كتيب ASME |
| 195   | 1997        | النقل السريع لمنطقة الخليج أكثر أنظمة النقل الحضري الآلي تقدمًا، حيث يدمج العديد من الابتكارات ويؤسس لجيل جديد من السفر بالسكك الحديدية. |                                                 | 1972                     | منطقة خليج سان فرانسيسكو | كاليفورنيا                        | الولايات المتحدة | كتيب ASME |
| 196   | 1997        | محرك تحويل بيسيمر نموذج مبكر للتحويل الناجح للمحركات البخارية إلى محركات احتراق داخلي. |                                                 | حوالي 1900               | روكفورد                  | ميشيغان                           | الولايات المتحدة | كتيب ASME |
| 197   | 1998        | حوض ديفيد تايلور النموذجي من بين أكبر المنشآت في العالم لاختبار وتطوير تصميم السفن. |                                                 | 1939                     | بيثيسدا                  | ماريلاند                          | الولايات المتحدة | كتيب ASME |
| 198   | 1998        | جهاز الضغط الفائق لشركة جنرال إلكتريك لإنتاج الألماس أول جهاز ينجح باستمرار في إنتاج الألماس الصناعي، مما أرسي أسس إنتاج الألماس على نطاق صناعي. |                                                 | 1954                     | سكنيكتادي                | نيويورك                           | الولايات المتحدة | موجود في متحف سكنيكتادي. لا يوجد كتيب ASME متوفر.                                                                            |
| 199   | 1998        | رافعات تفريغ خام هويلت أكبر وأقدم مثال باقٍ على آلات مناولة المواد، المستخدمة في بحيرات البحار العظمى، والتي أحدثت ثورة في مناولة الخامات. |                                                 | 1912                     | كليفلاند                 | أوهايو                            | الولايات المتحدة | بحلول عام 2000: تم هدم وتحطيم 2 من أصل 4 رافعات، بينما تم تفكيك الاثنتين الأخريين. كتيب ASME                                 |
| 200   | 1998        | الباخرة المجذافية أوري أقدم سفينة عاملة بمحرك بخاري مركب بنظام صمامات قرصية. |                                                 | 1901                     | لوسرن                    | لوسرن                             | سويسرا           | كتيب ASME |
| 201   | 1998        | مجموعة محركات البخار الزراعية كوبر تضم المجموعة بعضًا من أقدم المحركات البخارية الزراعية الباقية، والتي يعود تاريخها إلى 1860–1883، وتظهر الانتقال نحو الميكنة الزراعية. |                                                 | 1860–1883                | ماونت فرنون              | أوهايو                            | الولايات المتحدة | موجودة في جمعية مقاطعة نوكس التاريخية. كتيب ASME                                                                             |
| 202   | 1998        | محرك درفلة وليام تود نموذج لمراحل الانتقال من تشغيل مطاحن الدرفلة بالبخار إلى التشغيل الكهربائي، ويمثل قطع العمل الكبرى التي أُنتجت بواسطة المصانع الأمريكية. |                                                 | 1914                     | يونغزتاون                | أوهايو                            | الولايات المتحدة | لا يوجد كتيب ASME متوفر. |
| 203   | 1998        | سيارة سيغفريد ماركوس النموذج المباشر للسيارة الحديثة. |                                                 | حوالي 1875               | فيينا                    |                                   | النمسا           | موجودة في المتحف التقني في فيينا. لا يوجد كتيب ASME متوفر.                                                                   |
| 204   | 1999        | مجموعة توربينات المياه كين أكبر مجموعة تُوثق تطور التوربينات الأمريكية. |                                                 | 1907–1937                | واتيرتاون                | نيويورك                           | الولايات المتحدة | موجودة في جمعية مقاطعة جيفرسون التاريخية. كتيب ASME                                                                          |
| 205   | 1999        | الرافعة الهيدروليكية لقناة بيتربوروغ أعلى رافعة هيدروليكية عاملة في العالم، تعتمد على مبدأ التوازن. |                                                 | 1904                     | بيتربوروغ                | أونتاريو                          | كندا             | لا يوجد كتيب ASME متوفر. |
| 206   | 1999        | نظام ميريال لموازنة العجلات طريقة مبتكرة لموازنة العجلات أثناء تثبيتها على المركبة، واعتمدت عالميًا. |                                                 | 1945                     | إنجلوود                  | كولورادو                          | الولايات المتحدة | لا يوجد كتيب ASME متوفر. |
| 207   | 2000        | متحف أبحاث التبريد مجموعة خاصة تمثل تطورات كبيرة في أنظمة التبريد الميكانيكية للاستخدام السكني والتجاري في الولايات المتحدة من أواخر القرن التاسع عشر حتى عام 1960. |                                                 | 1890–1960                | برايتون                  | ميشيغان                           | الولايات المتحدة | كتيب ASME |
| 208   | 2000        | محرك ديزل Y-VA من فيربانكس-مورس أقدم مثال معروف لمحركات الديزل عالية الضغط التي تُشغل بالانضغاط البارد، والمستخدمة في توليد الطاقة للمناطق الريفية والمعزولة قبل انتشار الكهرباء. |                                                 | 1924                     | مقاطعة لي                | فلوريدا                           | الولايات المتحدة | كتيب ASME |
| 209   | 2000        | الغواصة يو إس إس ألباكور غواصة تجريبية مهدت لتطوير تصميم البدن الانسيابي على شكل دمعة، وطبقت مفاهيم رائدة في السرعة وتغييرات العمق والمناورة تحت الماء. |                                                 | 1953                     | بورتسموث                 | نيوهامشير                         | الولايات المتحدة | كتيب ASME |
| 210   | 2000        | جهاز التدريب على الطيران لينك C-3 محاكي طيران مبكر يمثل أول جهاز ميكانيكي فعال يُستخدم لمحاكاة عمليات الطيران الفعلية. |                                                 | حوالي 1935               | بينغامتون                | نيويورك                           | الولايات المتحدة | كتيب ASME |
| 211   | 2000        | توكيدو شينكانسن أول سكة حديد عالية السرعة في العالم، والتي عملت بسرعة تصل إلى حوالي 210 كيلومتر/ساعة (130 ميل/ساعة). |                                                 | 1964                     | طوكيو إلى شين-أوساكا     |                                   | اليابان          | لا يوجد كتيب ASME متوفر. |
| 212   | 2000        | EIMCO رافعة مجنزرة صخرية، النموذج 12B أول جهاز ناجح يُستخدم في التعدين لاستبدال العمالة البشرية في إزالة الأنقاض بعد التفجيرات في الصخور الصلبة تحت الأرض. |                                                 | 1938                     | بارك سيتي                | يوتا                              | الولايات المتحدة | اللوحة موجودة في ساحة عمال المناجم في بارك سيتي التاريخية. كتيب ASME                                                         |
| 213   | 2000        | مدرسة جورج دبليو وودروف للهندسة الميكانيكية رائدة في تحويل تعليم الهندسة الميكانيكية من برنامج مهني قائم على الورش إلى برنامج احترافي يعتمد على الأساليب الأكاديمية التحليلية الصارمة.                                                                                                |                                                 | 1888                     | أتلانتا                  | جورجيا                            | الولايات المتحدة | كتيب ASME |
| 214   | 2001        | مطحنة كولفين ران مثال جيد على مطحنة دقيق مائية من أوائل القرن التاسع عشر في الولايات المتحدة، من النوع الذي ابتكره إيفانز، وأُعيد ترميمها لتعمل بحالتها الأصلية. |                                                 | حوالي 1810               | غريت فولز                | فيرجينيا                          | الولايات المتحدة | كتيب ASME |
| 215   | 2001        | متحف كولسبرينغ للطاقة مجموعة متنوعة من المحركات الاحتراق الداخلي، بُنيت بين عامي 1890 و1920، وتتكون أساسًا من محركات ثابتة تُستخدم في التطبيقات الصناعية. |                                                 | 1890–1929                | كولسبرينغ                | بنسيلفانيا                        | الولايات المتحدة | كتيب ASME |
| 216   | 2001        | تلسكوب أرسيبو الراديوي أكبر تلسكوب راديوي ذو فتحة واحدة تم بناؤه على الإطلاق. |                                                 | 1963                     | أريسيبو                  | بورتوريكو                         | الولايات المتحدة | تم إدراجه بشكل مشترك مع IEEE. كتيب ASME                                                                                      |
| 217   | 2001        | المسرح الهيدروليكي لراديو سيتي ميوزك هول أحد أكبر المسارح المتحركة في العالم، مع معدات هيدروليكية مبتكرة وضوابط تمهيدية لتصاميم المسارح الأخرى وأنظمة مصاعد حاملات الطائرات. |                                                 | 1932                     | نيويورك                  | نيويورك                           | الولايات المتحدة | لا يوجد كتيب ASME متوفر. |
| 218   | 2002        | وحدة أبولو القمرية LM-13 أول مركبة مأهولة مصممة للعمل في فراغ الفضاء فقط. |                                                 | 1972                     | غاردين سيتي              | نيويورك                           | الولايات المتحدة | موجودة في متحف مهد الطيران. كتيب ASME                                                                                        |
| 219   | 2002        | الطائرة البحرية هوارد هيوز HK-1 أكبر طائرة مصنوعة من الخشب وأكبر جناحي طائرة تم بناؤها على الإطلاق. |                                                 | 1947                     | ميكمينفيل                | أوريغون                           | الولايات المتحدة | موجودة في متحف إيفرغرين للطيران والفضاء. كتيب ASME                                                                           |
| 220   | 2002        | سكة حديد بيلاتوس أكثر السكك الحديدية المسننة انحدارًا في العالم. |                                                 | 1882                     | جبل بيلاتوس              |                                   | سويسرا           | كتيب ASME |
| 221   | 2002        | مطحنة بارود نهر برانديواين أكبر صانع أمريكي لمسحوق البارود الأسود، وهي تقنية مهمة في القرن التاسع عشر أصبحت قديمة الآن. |                                                 | 1803–1921                | ويلمنغتون                | ديلاوير                           | الولايات المتحدة | كتيب ASME |
| 222   | 2002        | حفارة الخنادق DWP من ديتش ويتش أول حفارة خنادق مدمجة آلية لخدمات الخطوط. |                                                 | 1952                     | بيري                     | أوكلاهوما                         | الولايات المتحدة | كتيب ASME |
| 223   | 2003        | مختبر الطاقة الشمسية وتحويل الطاقة تطورات رائدة في تطبيقات الطاقة الشمسية، مع إنجازات عالمية في التدريب والابتكار. |                                                 | 1954                     | غاينزفيل                 | فلوريدا                           | الولايات المتحدة | كتيب ASME |
| 224   | 2003        | رايت فلاير III أول طائرة عملية في العالم. |                                                 | 1905                     | دايتون                   | أوهايو                            | الولايات المتحدة | موجودة في متنزه دايتون للطيران التاريخي الوطني. كتيب ASME                                                                    |
| 225   | 2003        | منتجات الشركات الزراعية روملي طورت خطًا من المعدات الزراعية التي لعبت دورًا حيويًا في تطور الزراعة. |                                                 | 1853                     | لا بورت                  | إنديانا                           | الولايات المتحدة | كتيب ASME |
| 226   | 2003        | وحدة إديستون رقم 1 ثاني وحدة توليد بخارية فائقة الضغط في الولايات المتحدة (الأقدم الباقية)، والتي ساهمت في زيادة ضغط البخار وحرارته وحجم الوحدات. |                                                 | 1960                     | إديستون                  | بنسيلفانيا                        | الولايات المتحدة | كتيب ASME |
| 227   | 2003        | أول مانع انفجار من نوع رام (BOP) أول مانع انفجار من نوع رام يُستخدم لإغلاق فوهة البئر والتحكم في الضغط أثناء عمليات الحفر وإنتاج النفط. |                                                 | 1922                     | هيوستن                   | تكساس                             | الولايات المتحدة | كتيب ASME |
| 228   | 2003        | وحدة فيلو 6 لتوليد الطاقة بالبخار أول وحدة تجارية فائقة الضغط لتوليد الطاقة الكهربائية بالبخار في العالم. |                                                 | 1957                     | كولومبوس                 | أوهايو                            | الولايات المتحدة | كتيب ASME |
| 229   | 2003        | القطار الكهربائي الغازي "Great Northern 2313 — Montana Western 31" أقدم قطار بمحرك كهربائي-غازي من إنتاج شركة إلكترو-موتيف (EMC)، والأقدم المزود بنظام تحكم Lemp. |                                                 | 1925                     | نورث فريدوم              | ويسكونسن                          | الولايات المتحدة | موجود في متحف السكك الحديدية ميد-كونتيننت. كتيب ASME                                                                         |
| 230   | 2004        | آلة تقشير الجمبري الأوتوماتيكية لابير أثبتت الآلة طراز A فعاليتها وبقائها الطريقة الأكثر استخدامًا لتقشير الجمبري تلقائيًا لعقود. |                                                 | 1949                     | بيلوكسي                  | ميسيسيبي                          | الولايات المتحدة | كتيب ASME |
| 231   | 2004        | آر. جي. ليتورنو ماونتن موفر كاشطة مبتكرة تنقل أربعة أضعاف كمية التراب مقارنة بالآلات التقليدية في تلك الفترة، التي كانت تتطلب جرارًا ومشغلين. | ملف:Rg-machines-eliotlandrum.jpg                | 1922                     | لونغفيو                  | تكساس                             | الولايات المتحدة | كتيب ASME |
| 232   | 2004        | مجموعة رويلو للآليات الحركية أكبر مجموعة في العالم للآليات الحركية من القرن التاسع عشر. |                                                 | 1882                     | إثاكا (نيويورك)          | نيويورك                           | الولايات المتحدة | تقع في جامعة كورنيل. كتيب ASME                                                                                               |
| 233   | 2005        | موديل تي السيارة رقم 15 مليون التي خرجت من خط الإنتاج، مُعلنة نهاية إنتاجها. |                                                 | 1908–1927                | ديربورن (ميشيغان)        | ميشيغان                           | الولايات المتحدة | تقع في متحف متحف هنري فورد. كتيب ASME                                                                                        |
| 234   | 2005        | المقاييس الموحدة الأمريكية للبراغي ‏ أول نظام أمريكي موحد للبراغي. |                                                 | 1864                     | فيلادلفيا                | بنسيلفانيا                        | الولايات المتحدة | كتيب ASME |
| 235   | 2005        | آلة الطباعة ذات القاعدة المربعة لأوتمار ميرغنثالير واحدة من بين اثنتين فقط من آلات الطباعة ذات القاعدة المربعة المتبقية. |                                                 | 1886                     | كارسون (كاليفورنيا)      | كاليفورنيا                        | الولايات المتحدة | تقع في المتحف الدولي للطباعة. لا يتوفر كتيب ASME                                                                             |
| 236   | 2005        | مجموعة أقلام الحبر الجاف بيروم تعد أولى أقلام الحبر الجاف، التي استُخدمت فيها فكرة الحبر سريعة الجفاف مع التحكم في تدفق الحبر بفضل كرة معدنية موضوعة في تجويف. |                                                 | 1938–1948                | بوينس آيرس               |                                   | الأرجنتين        | كتيب الجمعية الأمريكية للمهندسين الميكانيكيين                                                                                |
| 237   | 2005        | جهاز اختبار السقوط ونفق الرياح لإيفل جهاز اختبار السقوط الأكثر دقة ونفق الرياح المستخدمان لقياس مقاومة الهواء للأجسام ذات الأشكال المختلفة. |                                                 | 1903 و1912               | باريس                    |                                   | فرنسا            | كتيب الجمعية الأمريكية للمهندسين الميكانيكيين                                                                                |
| 238   | 2006        | نظام طي الأجنحة Sto-Wing لطائرة غرومان وايلدكات أول آلية وظيفية لطي الأجنحة، مما سمح للطائرات بشغل مساحة أقل على السفن. |                                                 |                          | كالامازو                 | ميشيغان                           | الولايات المتحدة | موجودة في متحف الطيران Air Zoo. كتيب ASME                                                                                    |
| 239   | 2006        | سفينة التنقيب Hughes Glomar Explorer سفينة حفر أعماق بنيت في البداية لمشروع سري تابع لوكالة الاستخبارات المركزية لاستعادة الغواصة السوفيتية K-129 الغارقة عام 1968. |                                                 | 1972                     | هيوستن                   | تكساس                             | الولايات المتحدة | كتيب ASME |
| 240   | 2006        | ضاغط الغاز الزاوي المتكامل Cooper-Bessemer Type GMV يوفر طاقة ضغط فعالة لقطاعات الغاز الطبيعي، البتروكيماويات، المصافي، والطاقة حول العالم. |                                                 | 1944                     | ماونت فرنون              | أوهايو                            | الولايات المتحدة | موجود في متحف مقاطعة نوكس التاريخي. كتيب ASME                                                                                |
| 241   | 2006        | ناعورة المحمدية مجموعة من سبع عشرة ناعورة مائية ضخمة تعمل على نهر العاصي منذ عدة قرون. |                                                 | 1361                     | حماة                     | محافظة حماة                       | سوريا            | كتيب ASME |
| 242   | 2006        | جهاز سبلت هوبكنسون لاختبار الضغط أول جهاز قادر على توليد منحنى إجهاد-انفعال ديناميكي كامل في تجربة واحدة. |                                                 | 1962                     | سان أنطونيو              | تكساس                             | الولايات المتحدة | كتيب ASME |
| 243   | 2008        | جهاز المرايا الرقمية الدقيقة يستخدم ما يصل إلى مليوني مرآة دقيقة لتعديل نبضات الضوء الرقمية. |                                                 | 1996                     | بلينو                    | تكساس                             | الولايات المتحدة | كتيب ASME |
| 244   | 2008        | نظام التحكم الآلي في درجة الحرارة متعدد المناطق أول نظام تحكم آلي لدرجات الحرارة في التطبيقات متعددة المناطق. |                                                 | 1895                     | ميلواكي                  | ويسكونسن                          | الولايات المتحدة | موجود في المقر الرئيسي لشركة جونسون كنترولز. كتيب ASME                                                                       |
| 245   | 2008        | محرك البخار التذبذبي لشركة جون بن وأبناؤه أول محرك بخاري يستخدم الأسطوانات التذبذبية. تم تركيبه في السفينة البخارية Diesbar. |                                                 | 1841                     | درسدن                    | ساكسونيا                          | ألمانيا          | كتيب ASME |
| 246   | 2009        | مثقاب هيوز ذو المخروطين تقنية رئيسية مكنت من الحفر عبر الصخور المتوسطة والصلبة، مما ساعد على الوصول إلى خزانات النفط العميقة وزيادة كفاءة الحفر وتخفيض تكلفته. |                                                 | 1908                     | ذا وودلاندز              | تكساس                             | الولايات المتحدة | كتيب ASME |
| 247   | 2010        | الباخرة بيل أوف لويفيل أقدم باخرة عاملة على "أنهار الغرب" في الولايات المتحدة. |                                                 | 1914                     | لويفيل                   | كنتاكي                            | الولايات المتحدة | كتيب ASME |
| 248   | 2011        | ورش سبنسر للسكك الحديدية الجنوبية إحدى الورش القليلة المتبقية من منشآت السكك الحديدية في القرن العشرين في الولايات المتحدة. |                                                 | 1896                     | سبنسر                    | كارولاينا الشمالية                | الولايات المتحدة | حالياً متحف متحف كارولاينا الشمالية للنقل. كتيب ASME                                                                          |
| 249   | 2011        | آلة شولز وغلايدن الكاتبة أول آلة كاتبة ناجحة تجاريًا وتم إنتاجها بكميات للبيع للعامة. |                                                 | 1873                     | ميلواكي                  | ويسكونسن                          | الولايات المتحدة | موجودة في متحف ميلواكي العام. كتيب ASME                                                                                      |
| 250   | 2012        | منصة الحفر النفطية السيد تشارلي أول منصة حفر بحرية متنقلة، قابلة للغمر وذاتية الاكتفاء. |                                                 | 1953                     | مورغان سيتي              | لويزيانا                          | الولايات المتحدة | كتيب ASME |
| 251   | 2012        | مجموعة آلات النسيج من القرن التاسع عشر تضم المجموعة أدوات وآلات نسيج هامة من القرن التاسع عشر. |                                                 | 1960                     | لوويل                    | ماساتشوستس                        | الولايات المتحدة | أُغلق المتحف في عام 2016. كتيب ASME                                                                                           |
| 252   | 2013        | حديقة الأمواج بيج سيرف أول بركة أمواج في أمريكا الشمالية تُنتج أمواجًا بارتفاع 3-5 أقدام مناسبة لركوب الأمواج. |                                                 | 1969                     | تمبي                     | أريزونا                           | الولايات المتحدة | كتيب ASME |
| 253   | 2013        | رافعة تايتان أكبر رافعة من نوع "رأس المطرقة" أو "تايتان". |                                                 | 1907                     | كلايدبانك [الإنجليزية]   | دونبارتونشير الغربية [الإنجليزية] | المملكة المتحدة  | لا يتوفر كتيب ASME. |
| 254   | 2013        | مجموعة أقدم طواحين الهواء ذاتية التشغيل تحتوي المجموعة على العديد من طواحين الهواء المبكرة. |                                                 | 1870                     | باتافيا                  | إلينوي                            | الولايات المتحدة | كانت باتافيا مقرًا لستة صانعي طواحين الهواء الزراعية الأمريكية من حوالي 1870 حتى الحرب العالمية الثانية. كتيب ASME            |
| 255   | 2013        | بدلة الفضاء أبولو نموذج A7L كان البدلة الأساسية التي ارتداها رواد الفضاء في مشروع أبولو. |                                                 | 1968                     | فريدريكا                 | ديلاوير                           | الولايات المتحدة | كتيب ASME |
| 256   | 2014        | سيارة ثراست إس إس سي أول سيارة تتجاوز رسميًا سرعة الصوت. |                                                 | 1997                     | كوفنتري                  |                                   | المملكة المتحدة  | كتيب ASME |
| 257   | 2015        | قاطعة الثلوج الدوارة الشمالية رقم 2 أول آلة تزيل الثلوج المتراكمة بعمق عن مسارات السكك الحديدية بشكل موثوق. |                                                 | 1887                     | دولوث                    | مينيسوتا                          | الولايات المتحدة | كتيب ASME |
| 258   | 2015        | مجموعة التكنولوجيا في منزل جورج إيستمان أهم متحف عالمي للتصوير الفوتوغرافي يضم العديد من القطع الأثرية المهمة. |                                                 | 1949                     | روتشستر                  | نيويورك                           | الولايات المتحدة | كتيب ASME |
| 259   | 2015        | قطار جيزباش المائل، صممه كارل رومان أبت أول قطار مائل يستخدم مسارًا مزدوج القضبان مع مسار جانبي يسمح للعربتين بالمرور عند نقطة المنتصف باستخدام مفاتيح أبت. |                                                 | 1879                     | جيزباش                   | برينز                             | سويسرا           | كتيب ASME |
| 260   | 2016        | برات آند ويتني آر-1340 واسب تحسين كبير في تصميم محركات الطائرات الشعاعية، مما جعل الطيران التجاري ممكنًا منذ العشرينيات. | Pratt and Whitney Wasp                          | 1925                     | ويندسور لوكس             | كونيتيكت                          | الولايات المتحدة | كتيب ASME |
| 261   | 2016        | الطباعة ثلاثية الأبعاد: التصوير الحجمي المجسم أول طابعة ثلاثية الأبعاد تجارية، طُورت بواسطة تشارلز هال. | Stereolithography apparatus                     | 1984                     | روك هيل                  | كارولاينا الجنوبية                | الولايات المتحدة | كتيب ASME |
| 262   | 2016        | مضخات البخار المباشرة من وورثينغتون مضخات بُنيت بواسطة شركة وورثينغتون آند بيكر، لها تطبيقات صناعية عالمية. |                                                 | 1838                     | نيوبورت نيوز             | فرجينيا                           | الولايات المتحدة | هنري وورثينغتون كان من مؤسسي ASME. كتيب ASME                                                                                 |
| 263   | 2016        | تجارب راينهيل للقطارات مسابقة مهمة في الأيام الأولى من السكك الحديدية البخارية، تنافس فيها خمسة محركات على طول ميل من المسار المستوي. |                                                 | 1829                     | راينهيل                  | لانكشاير                          | المملكة المتحدة  | كتيب ASME |
| 264   | 2017        | Museo Storico dei Motori e dei Meccanismi مجموعة من محركات وآليات ثابتة ومتحركة، مع التركيز على محركات السيارات والطائرات. | Museum of Engines and Mechanisms                | 25 فبراير 2011           | باليرمو                  | صقلية                             | إيطاليا          | يقع في جامعة باليرمو. كتيب ASME                                                                                              |
| 265   | 2018        | شفرة التوربين البلورية المفردة شفرات توربين بلورية مفردة لا تحتوي على حدود بلورية، مما يمنحها مقاومة أكبر للكسر والتآكل وتحسين أداء الزحف مقارنةً بالسبائك التقليدية متعددة البلورات. طُورت بواسطة برات آند ويتني.                                                                      |                                                 | الستينيات                | ويندسور لوكس             | كونيتيكت                          | الولايات المتحدة | كتيب ASME |
| 266   | 2018        | آلة تغريز السجاد ابتكرها إرنست مونش، تضمنت إبرة متينة تثقب حلقات من النسيج السميك في مادة داعمة، مما أدى إلى إنتاج سجاد عالي السرعة وموثوق. أسلاف هذه الآلة تصنع أكثر من ثلاثة أرباع السجاد في الولايات المتحدة.                                                                      |                                                 | 1928                     | دالتون                   | جورجيا                            | الولايات المتحدة | كتيب ASME |
| 267   | 2018        | وصلة جانني للسكك الحديدية وصلة آمنة تُحسّن سلامة السكك الحديدية. استبدلت الوصلة اليدوية "الرابط والدبوس" الخطرة التي كانت تتطلب من العمال الوقوف بين العربات أثناء الربط. |                                                 | 1873                     |                          |                                   | الولايات المتحدة | كتيب ASME |
| 268   | 2018        | مختبر برينستون لفيزياء البلازما رائد عالمي في تطوير الطاقة الاندماجية المغناطيسية منذ تأسيسه من قِبل ليمن سبيتزر، مخترع جهاز المولد النجمي. | NSTX                                            |                          | برينستون                 | نيو جيرسي                         | الولايات المتحدة | كتيب ASME |
| 269   | 2019        | نظام الطباعة بالمطبعة المتحركة لـ يوهانس جوتنبرج قللت التقنية من وقت وتكلفة إنتاج الكتب، مما ساهم في نشر المعرفة وتحسين معدلات القراءة عالميًا. |                                                 | 1440                     | ستراسبورغ                |                                   | فرنسا            | معلم افتراضي (كتيب ASME قريبًا)                                                                                               |
| 270   | 2019        | مجموعة ثورستون للأدوات المخبرية في جامعة كورنيل مجموعة أجهزة من أواخر القرن الـ 19، تُظهر رؤية روبرت هنري ثورستون لأهمية المختبر في تعليم المهندسين الميكانيكيين. |                                                 | 1885–1905                | إيثاكا                   | نيويورك                           | الولايات المتحدة | كتيب ASME |
| 271   | 2019        | Antikythera Mechanism أقدم حاسوب تناظري معروف، وهو جهاز فلكي وتقويمي مُصمم للتنبؤ بالظواهر الفلكية مثل الخسوف والكسوف وغيرها من الوظائف. |                                                 | القرن الثاني قبل الميلاد |                          | أثينا                             | اليونان          | كتيب ASME (قريبًا) |
| 272   | 2019        | West Point Foundry موقع رئيسي لصناعة الحديد وورش الآلات الأمريكية، عمل من عام 1818 حتى أوائل القرن العشرين، واشتهر بإنتاج مدفع Parrott والذخائر الأخرى، بالإضافة إلى منتجات الحديد المدنية.                                                                                           |                                                 | 1818                     | Cold Spring              | نيويورك                           | الولايات المتحدة | جولة افتراضية في West Point Foundry Preserve. كتيب ASME                                                                      |
| 273   | 2019        | Westinghouse Automatic Air Brake في عام 1869، سجل جورج ويستنجهاوس براءة اختراع لنظام مكابح هوائية تلقائية للسكك الحديدية. يتضمن النظام أمانًا مدمجًا يفعّل المكابح في القطار بأكمله إذا انفصلت العربات. أدى ذلك إلى إمكانية تشغيل قطارات أطول وأسرع مع تحسين أمان النقل بالسكك الحديدية. |                                                 | 1872                     | بيتسبرغ                  | بنسلفانيا                         | الولايات المتحدة | كتيب ASME |
| 274   | 2020        | دورة بيركنز لضغط البخار للتبريد (Perkins) أول آلة تبريد تعمل بضغط البخار، طُورت من قبل بيركنز. |                                                 | 1834                     |                          |                                   | إنجلترا          | كتيب ASME |
| 275   | 2021        | تأملات في القدرة الدافعة للنار لـ كارنو كتاب محوري في فهم مبادئ الديناميكا الحرارية. |                                                 | 1824                     |                          |                                   | فرنسا            | معلم افتراضي |
| 276   | 2021        | جداول خصائص البخار القياسية تمثل هذه الجداول معيارًا عالميًا لأبحاث وتطبيقات الديناميكا الحرارية في مجال البخار. |                                                 | 1921                     |                          |                                   | الولايات المتحدة | كتيب ASME |
| 277   | 2022        | تحليل العناصر المحدودة تقنية رقمية مبتكرة لتحليل الإجهاد والبنية الهندسية، تستخدم في التصميم الهندسي. |                                                 | الستينيات                |                          |                                   | الولايات المتحدة | معلم افتراضي |
| 278   | 2022        | قاطرة التمساح Ce 6/8 II قاطرة سويسرية أيقونية تُعرف بمتانتها وقدرتها على العمل في التضاريس الجبلية. |                                                 | 1918                     | إيرستفيلد                | أوري                              | سويسرا           | |

## روابط خارجية
- المعالم الهندسية للجمعية الأمريكية للمهندسين الميكانيكيين